# Jean-Luc Barré
Pour les articles homonymes, voir Barré.
Jean-Luc Barré, né le 9 février 1957 à Villeneuve-sur-Lot (Lot-et-Garonne), est un écrivain, historien et éditeur français.
Il a notamment travaillé pour les éditions Fayard et Robert Laffont. Il dirige depuis 2008 la collection « Bouquins », dont il a fini par faire une maison d'édition à part entière. Il est aussi le président de Plon depuis 2024.
Il est par ailleurs l'auteur de nombreux livres qui lui ont valu plusieurs récompenses, dont le prix de la biographie de l'Académie française — à deux reprises — et le prix Renaudot de l'essai.

## Biographie

### Jeunesse et débuts
Issu d'un milieu modeste, Jean-Luc Barré est le fils d'un boulanger,. Élève au collège Sainte-Catherine de Villeneuve-sur-Lot, il obtient une maîtrise d’histoire contemporaine à l’université de Toulouse II – Le Mirail. 
Il passe la plus grande partie de sa jeunesse dans région natale puis s'installe à Paris vers l'âge de vingt ans pour y entamer une carrière professionnelle tournée vers l'écriture et l'édition.
Il intègre les éditions Plon comme documentaliste en 1980. Il est également producteur d'émissions pour France Culture, tout en travaillant parallèlement pour la presse écrite. Il collabore notamment avec Le Monde des livres.

### Carrière dans l'édition
En 2000, il œuvre avec Marius-François Guyard et Jean-Louis Crémieux-Brilhac à la publication des Mémoires du général de Gaulle dans la prestigieuse Bibliothèque de la Pléiade. La revue L'Histoire salue cette initiative comme un « très beau travail d'édition ».
Il lance, au sein des éditions Fayard, la collection « Témoignages pour l’Histoire » qui comprend des entretiens accordés par des personnalités telles que Raymond Barre, Stéphane Hessel, Pierre Lefranc ou encore le cardinal Etchegaray.
En 2008, Jean-Luc Barré succède à Daniel Rondeau comme directeur de la célèbre collection « Bouquins », fondée par Guy Schoeller. Plus de 200 titres sont publiés sous sa direction comme le volume Littératures de Vladimir Nabokov, la correspondance d'Anton Tchekhov, l'édition complète des San Antonio de Frédéric Dard, le Journal de Matthieu Galey ou encore l'intégrale de Fantômas.  Il fait entrer dans cette même collection de grands intellectuels contemporains tels que Lucien Jerphagnon, Alain Corbin, Michel Winock, Jacques Julliard, Michel Onfray, Michelle Perrot ou encore Barbara Cassin.
Il travaille parallèlement pour les éditions Robert Laffont. Il y fonde, en septembre 2016, la collection « Mauvais Esprit ».
Il est en 2019 l'éditeur international du livre Sodoma, publié simultanément en huit langues et dans vingt pays. Pendant la promotion de cet ouvrage de Frédéric Martel, il souligne « la nécessité » d'une telle parution pour mettre en évidence « [l']hypocrisie absolue » du Vatican et de sa morale conservatrice alors même que l'homosexualité d'une grande partie des hommes d'Église qui y vivent paraît avérée.
Après s'être mis d'accord avec le groupe Editis dont font partie les éditions Robert Laffont, il fonde en 2020 sa propre maison d'édition qu'il choisit d'appeler d'après la célèbre collection qu'il dirige : les éditions Bouquins prennent alors en charge ladite collection mais s'étendent par ailleurs à d'autres genres, qu'il s'agisse de romans, de mémoires ou de beaux livres. Plusieurs auteurs dont les ouvrages étaient publiés sous la direction de Jean-Luc Barré chez Robert Laffont rejoignent le répertoire de cette nouvelle maison.
En 2024, il prend la présidence de Plon tout en conservant la direction de la collection « Bouquins » ; il se fixe alors pour ambition de « redonner » à cette maison d'édition « son magistère intellectuel ». Selon La Lettre, cette nomination souhaitée par le groupe Editis marque une rupture avec les pratiques de la précédente directrice de Plon, Lise Boëll, dont les choix éditoriaux étaient jugés favorables à l'extrême droite,.

### Travaux d'historien
Sans délaisser ses activités d'éditeur, il fait publier son premier ouvrage en 1988. Cette biographie du diplomate Philippe Berthelot, intitulée Le Seigneur-Chat, rencontre un certain succès critique : l'historien Jacques Bariéty remarque ainsi que « l'auteur excelle à nous présenter le personnage » tandis que Nicolas Roussellier relève « des analyses justes et sans surcharge » dans le travail de Jean-Luc Barré.
En 2003, il consacre à celui qui fut le chef de la France libre un ouvrage intitulé Devenir de Gaulle. Il s'intéresse, dans cet essai biographique, à la construction du personnage public du Général pendant la première partie de la Seconde Guerre mondiale.
La biographie qu'il consacre à François Mauriac, publiée en deux tomes entre 2009 et 2010, suscite une vive controverse alors que l'homosexualité de l'académicien y est explicitement mentionnée tandis qu'elle était passée sous silence par ses précédents biographes,,. Jean-Luc Barré se targue cependant d'avoir su « restituer [la] vérité » de son sujet grâce à cette révélation.
Dès 2007, sur la proposition de l'éditrice Nicole Lattès, il assiste l'ancien président Jacques Chirac dans la rédaction de ses mémoires dont le premier volume paraît en 2009, puis le second deux ans plus tard. Au total, plusieurs centaines d'heures d'enregistrement ont été nécessaires à Jean-Luc Barré pour la préparation de ces deux ouvrages, dont 500 000 exemplaires ont été vendus,,.
En 2023 paraît le premier des trois volumes de sa biographie monumentale de Charles de Gaulle. Remarqué dès sa sortie, l'ouvrage bénéficie d'un accueil critique favorable : l'historien Olivier Wieviorka le considère ainsi comme « un essai passionnant et intimiste [à propos] du général » tandis que Jacques de Saint Victor y voit, dans les colonnes du Figaro, l'ébauche d'une « nouvelle et immense entreprise biographique ». Ce premier tome est récompensé par le prix Renaudot de l'essai,. Les deux autres volumes sont attendus pour 2025 et 2027.

## Engagement politique
Entre 1989 et 2001, Jean-Luc Barré est adjoint au maire de Villeneuve-sur-Lot, en charge des affaires culturelles. Il mène une politique ambitieuse, notamment marquée par la création du Salon des Livres du Sud,. Lors des élections municipales de 2001, il conduit une liste indépendante face à celle du maire sortant Michel Gonelle mais la dispersion des voix de droite favorise finalement la victoire du socialiste Jérôme Cahuzac.
Se revendiquant « gaulliste »,,, il assiste aux premières assises nationales du Rassemblement pour la République (RPR) en 1976 puis y adhère. Il ne rejoint toutefois pas les rangs de l'Union pour un mouvement populaire (UMP) en 2002. 
À l'occasion de l'élection présidentielle de 2012, il apporte son soutien à la candidature de François Hollande, ; il affirme, par la suite, que l'ancien président Jacques Chirac — dont il est présenté comme un « proche » — a lui aussi l'intention de voter en faveur du candidat socialiste,,.
En 2013, dans une tribune parue dans le quotidien Le Monde, il dénonce l'ambiguïté du discours des dirigeants de l'UMP vis-à-vis du Front national tout en déplorant la « lepénisation des esprits » qui expliquerait l'affaiblissement du front républicain.
Il prend part au comité de soutien à la candidature de la socialiste Anne Hidalgo pour les élections municipales de 2014 à Paris.
Il est l'un des initiateurs — avec Frédéric Martel — d'une pétition publiée en 2020 pour demander l'entrée de Paul Verlaine et d'Arthur Rimbaud au Panthéon ; l'initiative est alors soutenue par la ministre de la Culture, Roselyne Bachelot et neuf de ses prédécesseurs.

## Publications

### Biographies
- Le Seigneur-Chat : Philippe Berthelot, 1866-1934, Paris, Plon, 1988
- Jacques et Raïssa Maritain : Les mendiants du Ciel, Paris, Stock, 1995
- Devenir de Gaulle : 1939-1943, Paris, Perrin, 2003
- Dominique de Roux : Le provocateur (1935-1977), Paris, Fayard, 2005
- François Mauriac, vol. 1 : Biographie intime, 1885-1940, Paris, Fayard, 2009
- François Mauriac, vol. 2 : Biographie intime, 1940-1970, Paris, Fayard, 2010
- Dominique de Roux : L'homme des extrêmes, Paris, Perrin, coll. « Tempus », 2013
- De Gaulle, une vie, vol. 1 : L’homme de personne, 1890-1944, Paris, Grasset, 2023
- De Gaulle, une vie, vol. 2 : Le premier des Français, 1944-1958, Paris, Grasset, 2025

### Récits
- Algérie : L'espoir fraternel, Paris, Stock, 1997
- Tibhirine : Une espérance à perte de vie, Paris, Fayard, 2010
- Dissimulations : La véritable affaire Cahuzac, Paris, Fayard, 2016
- Ici, c'est Chirac, Paris, Fayard, 2019
- Chirac confidentiel, Paris, Fayard, coll. « Pluriel », 2021

### Collaborations
- Jean Mauriac, L'Après de Gaulle : Notes confidentielles (1969-1989), Paris, Fayard, 2006
- Jean Mauriac, Le Général et le journaliste : Conversations avec Jean-Luc Barré, Paris, Fayard, 2008
- Jacques Chirac, Mémoires, vol. 1 : Chaque pas doit être un but, Paris, NiL Éditions, 2009
- Jacques Chirac, Mémoires, vol. 2 : Le Temps présidentiel, Paris, NiL Éditions, 2010
- Jean-Paul Krassinsky (co-auteur), Le grand et le trop court, Casterman, 2017

### Romans
- Pervers, Paris, Grasset, 2018
- Le Corps d'origine, Paris, Grasset, 2021

### Édition et préfaces
- Jean-Louis Crémieux-Brilhac (coédition) et Marius-François Guyard (coédition), De Gaulle : Mémoires, Paris, Gallimard, coll. « La Pléiade », 2000
- Dominique de Roux, Il faut partir : Correspondances inédites (1953-1977), Paris, Fayard, 2007
- François Mauriac, Mémoires – Mémoires politiques, Paris, Robert Laffont, coll. « Bouquins », 2008
- Charles de Gaulle, Lettres, notes et carnets, vol. 1 : 1905-1941, Paris, Robert Laffont, coll. « Bouquins », 2010
- Charles de Gaulle, Lettres, notes et carnets, vol. 2 : 1942 - mai 1958, Paris, Robert Laffont, coll. « Bouquins », 2010
- Charles de Gaulle, Lettres, notes et carnets, vol. 3 : juin 1958 - novembre 1970, Paris, Robert Laffont, coll. « Bouquins », 2010
- Charles de Gaulle, Discours d'État, Paris, Perrin, 2010
- Matthieu Galey, Journal intégral : 1953-1986, Paris, Robert Laffont, coll. « Bouquins », 2019
- François Mauriac et Jean Touzot (direction éditoriale), Le Bloc-notes, vol. 1 : 1952-1962, Paris, Robert Laffont, coll. « Bouquins », 2020
- François Mauriac et Jean Touzot (direction éditoriale), Le Bloc-notes, vol. 2 : 1962-1970, Paris, Robert Laffont, coll. « Bouquins », 2020
- Jean d'Ormesson, Des messages portés par les nuages : Lettres à des amis, Paris, Bouquins, coll. « Littérature », 2021
- Philippe de Gaulle, Derniers jours, Paris, Plon, 2024
- Charles de Gaulle, Mémoires de guerre : Édition intégrale, Paris, Bouquins, coll. « La Collection », 2025

## Récompenses et distinctions

### Prix littéraires
- 1989 : prix Général-Muteau pour Le Seigneur-Chat : Philippe Berthelot, 1866-1934
- 1996 : grand prix catholique de littérature pour Jacques et Raïssa Maritain : Les mendiants du Ciel
- 1996 : prix de la biographie de l'Académie française pour Jacques et Raïssa Maritain : Les mendiants du Ciel[35]
- 1997 : prix Albert-Camus pour Algérie : L'espoir fraternel
- 2005 : prix de la Fondation Charles-Oulmont pour Dominique de Roux : Le provocateur, 1935-1977[36]
- 2011 : prix de la biographie de l'Académie française pour François Mauriac, vol. 2 : Biographie intime, 1940-1970[35]
- 2011 : prix des Éditeurs pour François Mauriac, vol. 2 : Biographie intime, 1940-1970[37]
- 2011 : prix François-Billetdoux pour François Mauriac, vol. 2 : Biographie intime, 1940-1970[38]
- 2021 : prix Nice-Baie-des-Anges pour Le Corps d'origine[39]
- 2023 : grand prix de la biographie politique du Touquet pour De Gaulle, une vie, vol. 1 : L’homme de personne, 1890-1944[40]
- 2023 : prix Renaudot de l'essai pour De Gaulle, une vie, vol. 1 : L’homme de personne, 1890-1944[1],[21],[41]

### Décorations
- Chevalier de l'ordre des Arts et des Lettres (2020)[42]

### Articles de presse
- Anne Fulda, « Jean-Luc Barré et ses grands hommes », Le Figaro,‎ 15 octobre 2019 (lire en ligne).
- Jean-Luc Fournier, « Jean-Luc Barré : Profession éditeur », Or Norme,‎ 8 février 2023 (lire en ligne).